# Ben Cami
Ben Cami (Durham, 30 augustus 1920 – Aalst, 15 november 2004) was een Vlaams dichter, leerkracht en goede vriend van Louis Paul Boon. Hij gebruikte in het begin van zijn carrière het pseudoniem Johan Benth.

## Levensloop
Na zijn studie Germaanse talen is Cami tot 1975 leraar aan verschillende rijksscholen. Hij was vervolgens een van de oprichters van het experimentele Vlaamse tijdschrift Tijd en Mens. Hij zat in de redactie met onder anderen Louis Paul Boon, Jan Walravens en Hugo Claus. In 1950 debuteerde Cami met de poëziebundel In de tijd verloren, waarna hij diverse werken uitbracht met daarin een boodschap van protest. Cami schreef overwegend poëzie, maar ook aforismen en korte verhalen.

## Werken en uitgaven
- In de tijd verloren (1950)
- Het land Nod (1954)
- Roos uit modder (1959)
- Doorsneemens (1961)
- Blanco stem (1967)
- Wat ik wil is gelijk aan nul (1974)
- Wat is met de dood gaande? (1978)
- Gedichten 1954-1983 (1984)
- Brief aan Dorothy en andere verhalen (1987)
- Ik ben hier vreemd (1988)
- Ten westen van Eden (1998)

## Prijzen
- Dirk Martensprijs - Wat ik wil is gelijk aan nul (1974)
- Prijs van de stad Brussel - Wat is met de dood gaande? (ongepubliceerd, 1978)
- Herman Gorterprijs - Ten westen van Eden (1999)